# كريستين مولديستاد
كريستين مولديستاد (بالنرويجية: Kristine Moldestad‏) مواليد 10 أبريل 1969 في باروم، هي لاعبة كرة يد نرويجية معتزلة. مثلت منتخب النرويج لكرة اليد للسيدات. شاركت في دورة الألعاب الأولمبية الصيفية سنة 1996.

## روابط خارجية
- كريستين مولديستاد على موقع الاتحاد الأوروبي لكرة اليد (الإنجليزية)
- كريستين مولديستاد على موقع الاتحاد النرويجي لكرة اليد (النرويجية)
- كريستين مولديستاد على موقع أوليمبيديا (الإنجليزية)